# Samuel McIntire

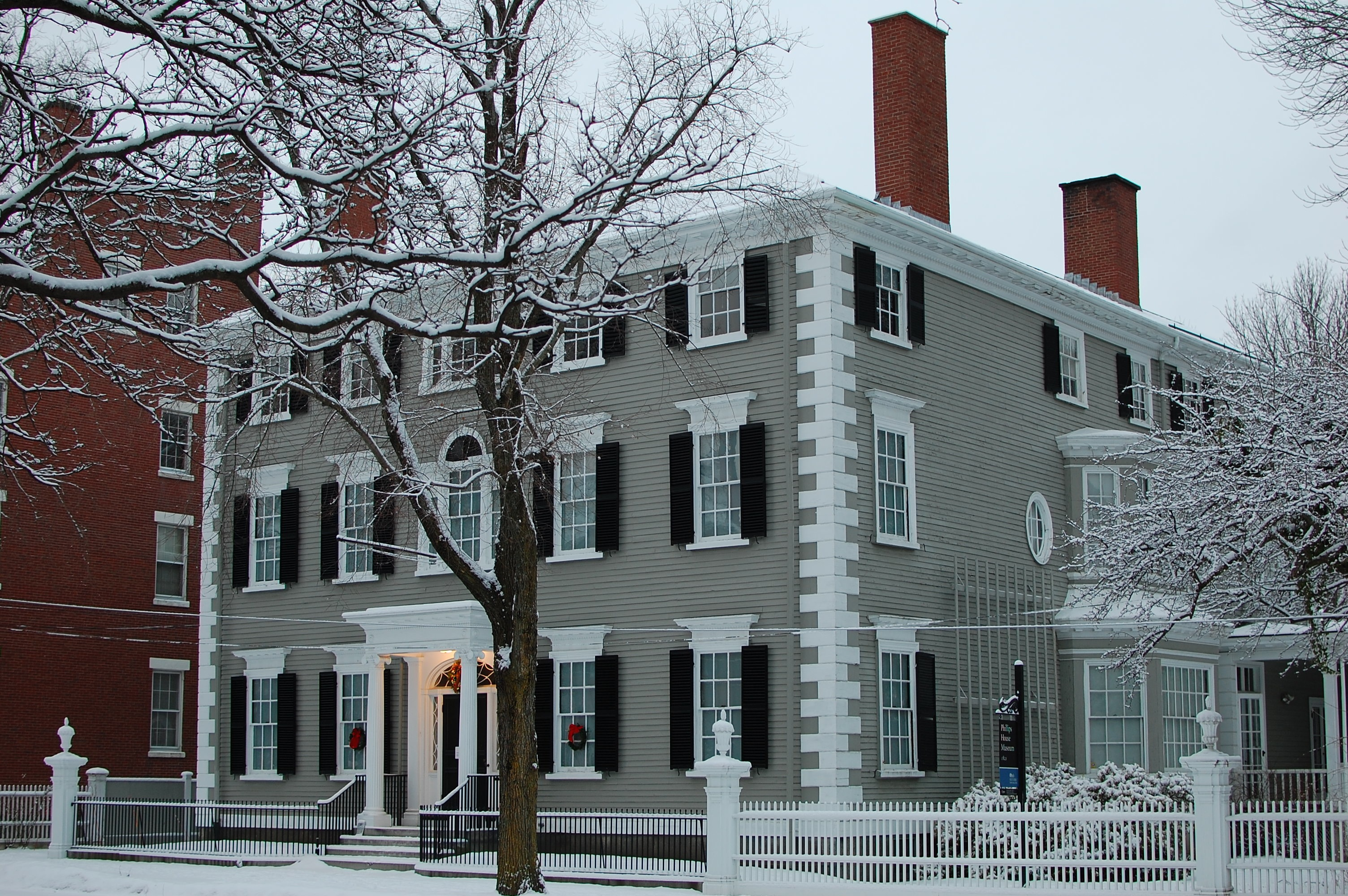
Localizado en el Distrito histórico Samuel McIntyre, Distrito calle Chestnut, una de las calles más históricas de Estados Unidos. Calle Chestnut n.º 34, obra de Samuel McIntire (1800), Salem, Massachusetts.

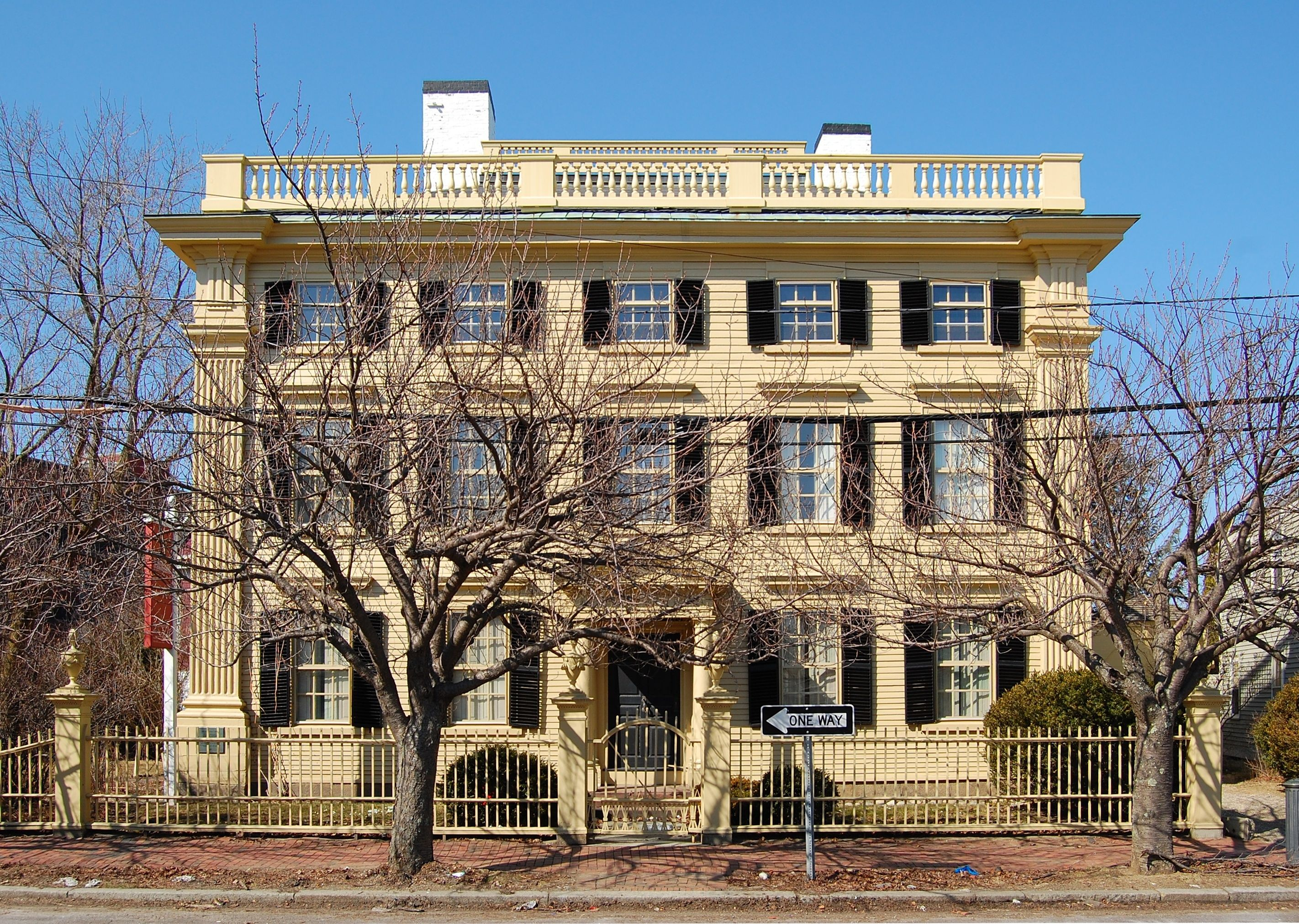
Calle Federal, obra de Samuel McIntire (1782), Salem, Massachusetts.

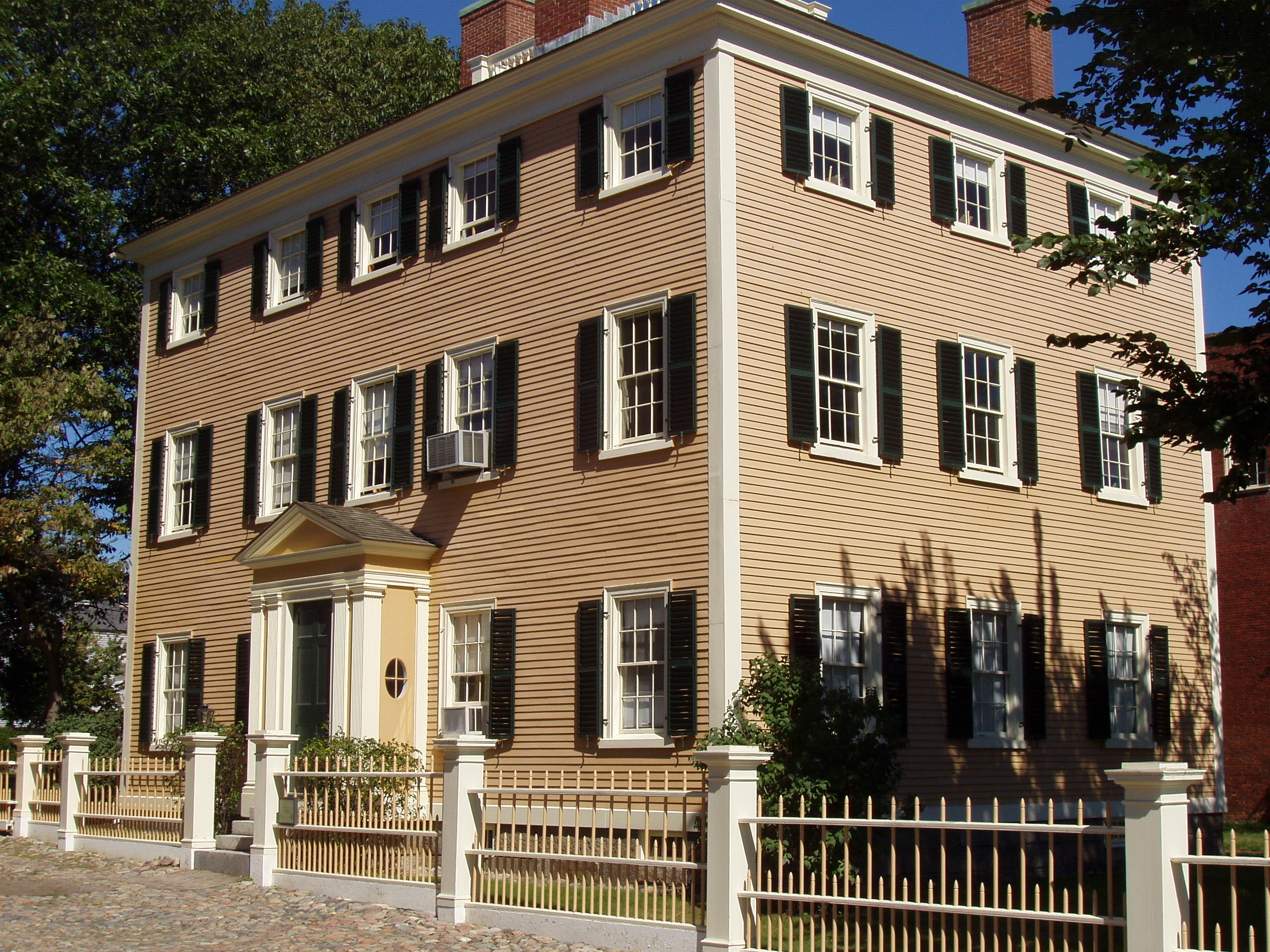
La Casa Benjamin Hawkes, obra de Samuel McIntire (1780, 1800). Se localiza en el Distrito histórico Derby Wharf en Derby Wharf en Salem, Massachusetts.

Samuel McIntyre, o McIntire, (16 de enero de 1757 - 6 de febrero de 1811) fue un arquitecto y artesano de la madera estadounidense. Es un ejemplo primordial de la arquitectura de estilo federal. Desarrolló la mayor parte de su obra en su ciudad natal, Salem (Massachusetts).

## Biografía
Nacido en Salem, sus padres fueron Joseph McIntyre y Sara (Ruck), fue un tallista de madera de oficio, pero se convirtió en arquitecto en la práctica. Se casó con Elizabeth Field el 10 de octubre de 1778, y tuvo un hijo. Construyó una casa sencilla y un taller en la calle Summer en 1786.
A partir de 1780, McIntyre fue contratado por el pre-eminente de Salem comercial y el primer millonario de América, Elias Hasket Derby, para cuya amplia familia construyó o remodeló una serie de casas. McIntyre aprendió el estilo de arquitectura palladiana de los libros, y pronto tuvo una gran reputación entre la elite de la ciudad por lo elegante del diseño de sus casas. En 1792, entró en el concurso público para la construcción del Capitolio de los Estados Unidos.
Después de 1797, McIntyre trabajó en el estilo del arquitecto Charles Bulfinch de Boston, quien había puesto de moda allí el estilo neoclásico del arquitecto escocés Robert Adam. A diferencia de Bulfinch, sin embargo, cuyos diseños fueron presentados a través de la costa este, McIntyre construía casi exclusivamente en Nueva Inglaterra. Sus casas de madera o de ladrillo eran por lo general de tres pisos de altura, cada uno con cuatro habitaciones alrededor de un patio central. En 1799, entró en el negocio con sus hermanos, Joseph y Angier McIntyre, que levantaron las estructuras, mientras que en el taller, supervisaba las diversas ornamentaciones, incluyendo guirnaldas, rosetones y espigas de trigo que dominaban sus superficies de madera interiores. Las obras de McIntyre en Salem incluyen las residencias de Peirce-Nichols, Peabody-Silsbee, Gardner-Whitd Pingree, y de Elias Haskett Derby. Sus edificios públicos, todos ellos en Salem fueron Salón de Actos, Hamilton Hall, Washington Hall y el palacio de justicia (los 2 últimos demolidos).
Era un hábil artesano, sobre todo en muebles, y esa habilidad la extendía a la escultura. Entre sus obras destacan los bustos de Voltaire y de John Winthrop, el primer gobernador de Massachusetts. Ambos son ahora propiedad de la Sociedad de Anticuarios Americanos en Worcester, Massachusetts .
La tumba de McIntire está en el cementerio de Burying Point, Salem, donde su epitafio dice:

En memoria del señor Samuel McIntyre, que murió el 6 de febrero de 1811, a la edad de 54. Se distinguió por su saber en Arquitectura, Escultura, y Música: modales modestos y agradables le hacían grato: afán e integridad respetables: profesaba la religión de Jesús en su entrada en la vida adulta, y ha demostrado su excelencia por sus Principios virtuosos y su conducta intachable .
Epitafio de la lápida de Samuel McIntyre

## Samuel McIntyre Historic District
El Distrito histórico Samuel McIntyre incluyó en su declaración (1981) dos distritos históricos que ya tenían esta consideración: Distrito histórico de la calle Chestnut (1971) y el Distrito histórico del área de la calle Federal (1976). Está considerado como el legado de uno de los primeros arquitectos en los Estados Unidos, Samuel McIntyre.
El Distrito histórico Samuel McIntyre está formado por 407 construcciones. Es la mayor aglutinación de edificios de la América colonial de Estados Unidos. Dentro de él se encuentra la propia casa de McIntyre.

## En la celebración del 250 aniversario del famoso arquitecto de Salem
El Museo Peabody Essex es la celebración de la primera gran exposición de la distinguida carrera de Samuel McIntire como un tallador de ornamentos neoclásicos para los edificios, barcos y muebles. Incluye más de 200 objetos-desde dibujos arquitectónicos originales, tallas y esculturas, con ejemplos de sus muebles extraordinaria creaciones procedentes de colecciones públicas y privadas. Curador Dean Lahikainen, el autor del libro de acompañamiento para el espectáculo, también ha seleccionado pinturas, grabados, libros, herramientas y objetos relacionados con las artes decorativas, brindándole a los televidentes un rico contexto para work.Samuel McIntire McIntire, una talla de estilo americano con el patrocinio de EE. UU. Confía. Apoyo también ha sido proporcionada por el Richard C. von Hess y la Fundación Henry Luce. La exposición fue abierta al público desde el 13 de octubre de 2007 al 24 de febrero de 2008.

## Cotting-Smith Asamblea Casa

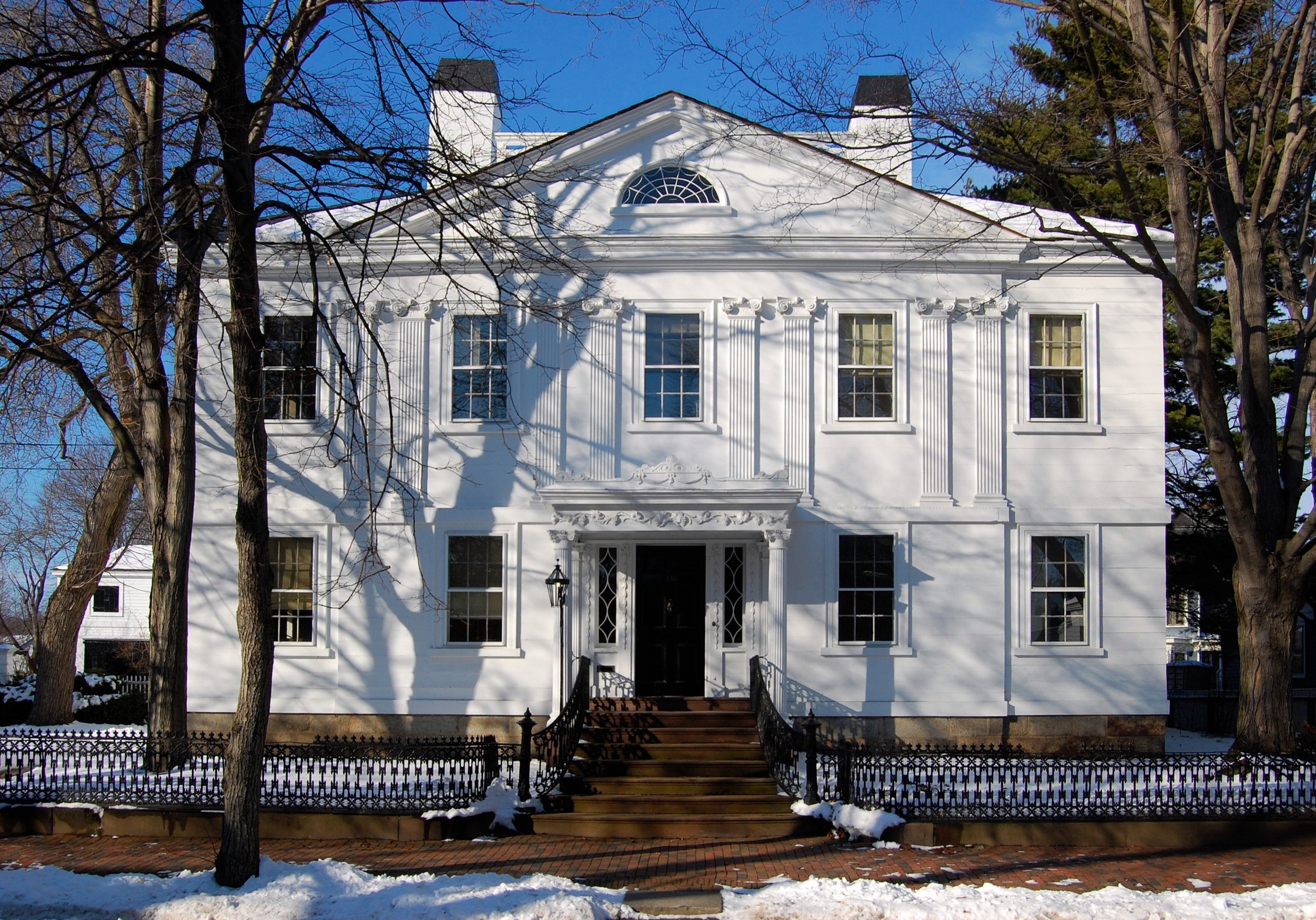
Cotting-Smith Asamblea Casa

El Cotting-Smith Asamblea Casa fue construido en 1782 y está situado en la calle 138 Federal en el federal de la calle del distrito.  Construido como una casa club federalista en la que bailes, conciertos, conferencias y otros eventos podrían llevarse a cabo. George Washington asistió a un baile aquí. El arquitecto original se desconoce, pero la casa fue remodelada más adelante por Samuel McIntire para su uso como una residencia privada. La casa se encuentra en la Federal arquitectura y se muestra en la Registro Nacional de Lugares Históricos. El edificio se pueden alquilar para eventos especiales. El Cotting-Smith Asamblea casa está situada en Salem, Massachusetts y la propiedad de la Museo Peabody Essex.

## Lyman Estate

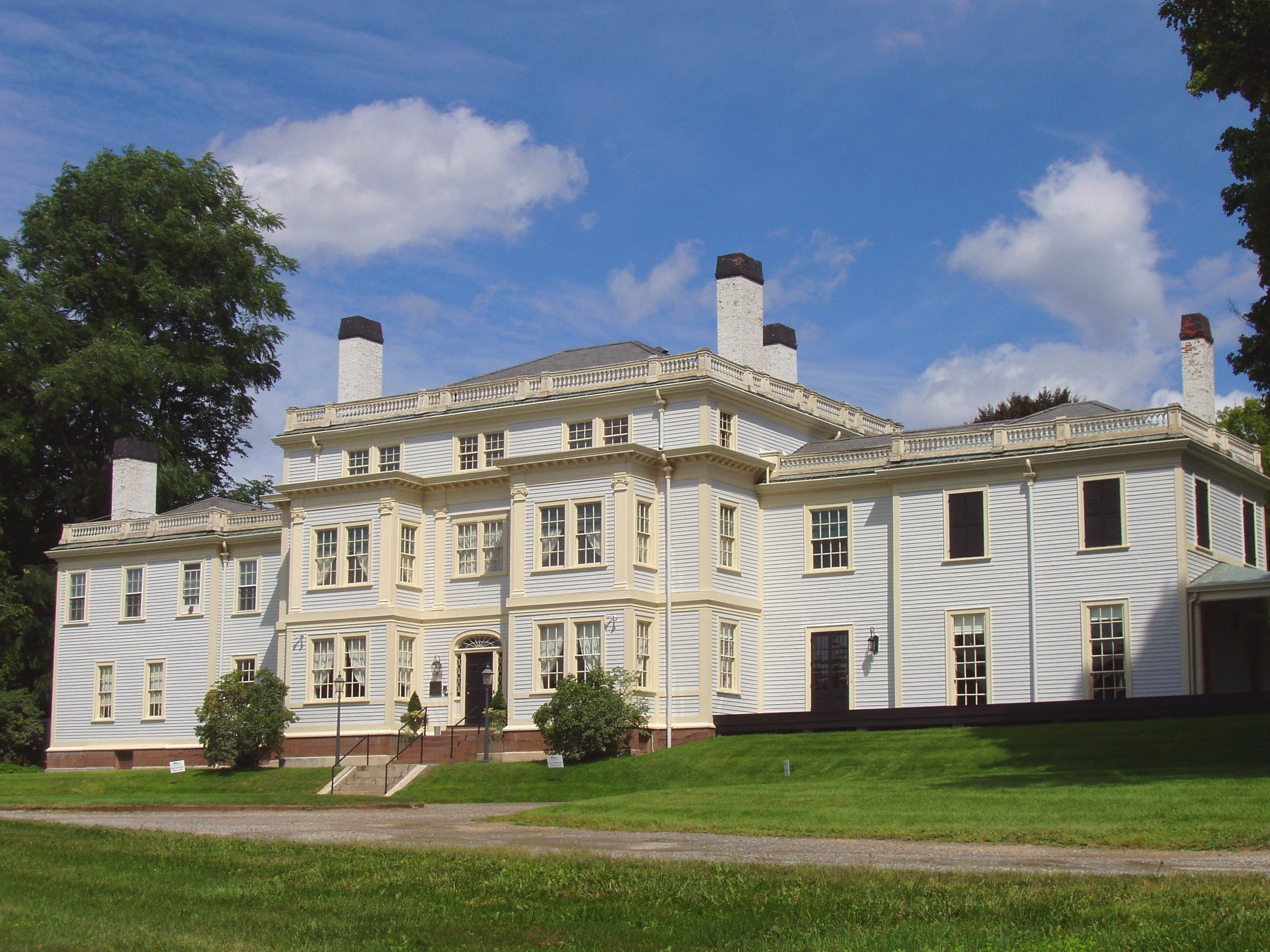
Lyman Estate

El Lyman Estate 37 acres (150.000 m²), anteriormente conocido como El Vale, es una ciudad de casa de campo ubicado en la calle 185 Lyman, Waltham, Massachusetts . En la actualidad propiedad de la organización no lucrativa Histórico de Nueva Inglaterra organización. Los jardines están abiertos al público todos los días de forma gratuita, una cuota de admisión es necesario para la casa.
El precio de la estilo federal mansión de 24 habitaciones, fue diseñado por el arquitecto Salem Samuel McIntire y se terminó en 1798. Su gran salón de baile, con techos altos, cenefa decorativa, grandes ventanales, y chimenea de mármol, se utilizó para fiestas formales. Una sala de óvalo más pequeño se utiliza para las reuniones familiares.

## Hamilton Hall

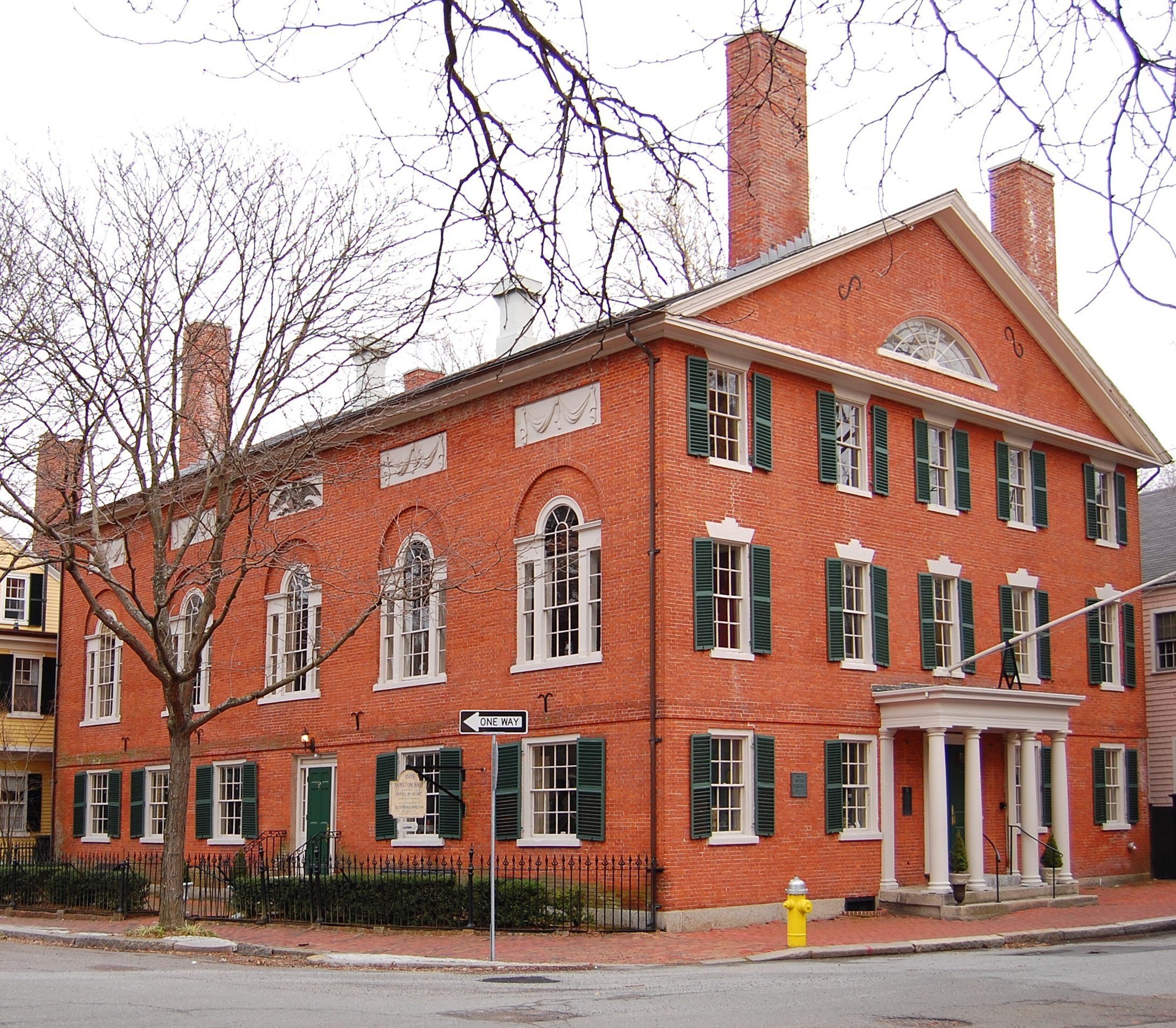
Calle Chestnut n.º 9, obra de Samuel McIntire (1805), Salem, Massachusetts.

Hamilton Hall fue construido en 1805 por Samuel McIntire y se añade a la Registro Nacional de Lugares Históricos en 1970 y es un Monumento Histórico Nacional a las 9 de la calle Chestnut en Salem, Massachusetts en la calle de la castaña del Distrito de Salem, Massachusetts. Hamilton Hall es más de 200 años y todavía es utilizado por muchos de los acontecimientos, eventos privados, bodas  y es también el hogar de una serie de conferencias que se originó en 1944 por el Comité de Damas.

## Récord mundial para los muebles Federal por Samuel McIntyre, $ 662.500. para una silla
En 2011, una silla de lado caoba con talla hecha por Samuel McIntire vendido en una subasta por 662.500 dólares. . El precio establecido un récord mundial de muebles Federal. McIntyre fue uno de los primeros arquitectos en los Estados Unidos y su trabajo representa un ejemplo típico de principios de Federal-estilo de la arquitectura. Elias Hasket Derby, el más rico comerciante de Salem y piensa que es el primer millonario de Estados Unidos, y su esposa, Elizabeth Crowninshield, compró ocho sillas, un conjunto que eran hechos a mano y tallado a mano en el siglo XVIII. .